# أنمور (كولومبيا البريطانية)
أنمور (بالإنجليزية: Anmore)‏ هي بلدة تقع في كندا في Metro Vancouver. يقدر عدد سكانها بـ 2,092 نسمة ومساحتها 28.24 كم2 وترتفع عن سطح البحر 180 متر.